# 1800
1800. је била проста година.

## Догађаји

### Фебруар
- 17. фебруар — Представнички дом САД је изабран Томаса Џеферсона за председника и Арона Бера за потпредседника САД, чиме је решен нерешен број гласова на изборима 1800.

### Март
- 20. март — Битка код Хелиопоља
- 28. март — Парламент Ирске усвојио закон о уједињењу Ирске са Великом Британијом.

### Мај
- 3. мај — Битка код Штокаха (1800)

### Јун
- 9. јун — Битка код Монтебела (1800)
- 14. јун — Наполеон Бонапарта поразио аустријске трупе у бици код Маренга у Италији.

### Септембар
- 5. септембар — Британци под командом адмирала Нелсона преузели су од Француза Малту.

### Новембар
- 7/19. новембар — Битка на реци Иори

### Децембар
- 3. децембар — Француска војска под командом Жана Мороа је поразила аустријско-баварску војску у бици код Хоенлиндена.
- 25. децембар-26. децембар — Битка код Минча (1800)

### Датум непознат
- Википедија:Непознат датум — Француски револуционарни ратови: Кампања 1800.

## Рођења

### Јануар
- 7. јануар — Милард Филмор, 13. председник САД

### Март
- 18. март — Алекса Симић, српски политичар. (†1872)

### Јул
- 31. јул — Фридрих Велер, немачки хемичар

## Смрти

### Април
- 25. април — Вилијам Купер, енглески песник

### Мај
- 18. мај — Александар Суворов, руски војсковођа. (*1729)